# Achyrospermum squamosum
Achyrospermum squamosum là một loài thực vật có hoa trong họ Hoa môi. Loài này được Chikuni mô tả khoa học đầu tiên năm 1995.